# Борові (Слободський район)
Борові́ (рос. Боровые) — присілок у складі Слободського району Кіровської області, Росія. Входить до складу Шиховського сільського поселення.
Населення становить 5 осіб (2010, 3 у 2002).
Національний склад станом на 2002 рік — росіяни 100 %.